# خوزه کارلوس سوزا
خوزه کارلوس سوزا (به انگلیسی: José Carlos Souza) (زادهٔ ۳ ژوئیهٔ ۱۹۷۱) شناگر اهل برزیل است.